# Tina Jaxa
Albertina Jaxa es una actriz sudafricana. 

## Carrera profesional
Jaxa comenzó su carrera con papeles en las telenovelas Generations (1993) e Isidingo (1998-2000). Durante su carrera, ha participado en distintas películas como Oddball Hall (1990), The Bird Can't Fly (2007), I Now Pronounce You Black and White (2010), Of Good Report (2013), Beyond Return y Wedding (2016). Ganó el premio de la Academia Africana de Cine como Mejor Actriz de Reparto 2013, por su actuación en Of Good Report. En enero de 2014, anunció una pausa de su carrera como actriz, la cual duró nueve meses. Desde su regreso, participó en programas de televisión como Shreds and Dreams, Isikizi, 90 Plein Street, Ashes to Ashes y la serie dramática Mzansi Magic Nkululeko, además de tener un papel protagónico en la telenovela Rhythm City como Andiswa.

### 1993-2004
Se mudó a Gauteng, para convertirse en actriz, debutando en 1993, al protagonizar el primer episodio del drama Generations de SABC 1, como Priscilla Mthembu. Después de varias temporadas, dejó la serie y se unió a la telenovela de SABC 3, Isidingo. En 1996, actuó como invitada en Tarzán: Las aventuras épicas. Después de estar con la telenovela Isidingo durante tres años, se retiró del elenco. Obtuvo un papel principal en la comedia de televisión Madam & Eve en 2000, como la asistente de mantenimiento doméstico Eve Sisulu. Su actuación le valió críticas positivas. En 2004, regresó a Isidingo, y posteriormente, actuó en varios dramas de televisión y comedias, incluyendo Khululeka, 7de Laan, Charlie Jade, The Final Vedict, Montana, Stokvel, Shreds and Dreams y la segunda temporada de Intersexions, apareciendo como invitada.

### 2014-presente
De 2015 a 2016, protagonizó la serie original de e.tv Gold Diggers como May Gumede junto a Mxolisi Majozi, Clementine Mosimane, Menzi Ngubane, Keneilwe Matidze y Mpho Sibeko. Recibió un Premio Cine y Televisión de Sudáfrica (SAFTA) a la mejor actriz por su actuación. En 2016, también tuvo papeles protagónicos en dos series dramáticas. La primera fue Isikizi, un drama de Mzansi Magic xhosa. Por su desempeño en la serie recibió una nominación al Premio de Cine y Televisión en la categoría mejor actriz de reparto en un drama de televisión.  También desempeñó un papel secundario en la telenovela Ashes to Ashes.
En junio de 2017, protagonizó la telenovela de e.tv Rhythm City en el papel de Andiswa. En 2019, apareció como Noma en la comedia dramática Makoti de SABC 1.

## Filmografía

### Cine
| Año  | Título                              | Rol         |
| ---- | ----------------------------------- | ----------- |
| 1990 | Oddball Hall                        | Tennanna    |
| 2007 | The Bird Can't Fly                  | Mercy       |
| 2010 | I Now Pronounce You Black and White | The Sangoma |
| 2012 | Chandies                            | Dorethea    |
| 2013 | Of Good Report                      | Directora   |
| 2015 | While You Weren't Looking           | Milly Thulo |
| 2016 | Beyond Return and Wedding           |             |

### Televisión
| Año           | Título            | Rol               |
| ------------- | ----------------- | ----------------- |
| 1994 -1996    | Generations       | Priscilla Mthembu |
| 1998-2000     | Isidingo          | Lorraine Dhlomo   |
| 2000-2004     | 7de Laan          | Ruth              |
| 2005–2009     | Madam & Eve       | Eve Sisulu        |
| 2012          | Stokvel           | Sra Pink          |
| 2012-2013     | Montana"          | Connie Santos     |
| 2013          | Intersexions      | Nokuthula         |
| 2014–2015     | 90 Plein Street   | Sra Maduna        |
| 2014-2015     | Shreds and Dreams | Paula             |
| 2014-2015     | uSkroef noSexy    | Wendy             |
| 2016-2017     | Isikizi           | Zinzi             |
| 2016          | Ashes to Ashes    | Nokulunga Radebe  |
| 2016-2017     | Gold Diggers      | May Gumede        |
| 2018          | Nkululeko         | Tina              |
| 2019-presente | Makoti            | Noma              |

## Vida personal
En 2000, se casó con el ingeniero Prosper Mkwaiwa. La pareja se divorció después de 15 años de matrimonio. Tuvieron dos hijos juntos.

### Controversia
En 2015, pocas semanas después de la muerte de su exmarido Prosper Mkwaiwa, se vio envuelta en una controversia con Tina Dlangwana (segunda esposa de Mkwaiwa) sobre quién era la esposa legítima. Según Sunday Sun, se reveló que la madre de Makwaiwa y su familia reconocen a Tina Mkwaiwa (la esposa tradicional de Prosper), como la única nuera.
En febrero de 2015, el Daily Sun informó que Jaxa fue presuntamente agredida por su hijo de entonces 19 años. Según la publicación, la actriz abrió dos casos de agresión contra su hijo que intentó agredirla físicamente, luego de negarse a darle dinero.